# Districte de Mueda
El Districte de Mueda és un districte de Moçambic, situat a la província de Cabo Delgado. Té una superfície 11.343 kilòmetres quadrats. En 2015 comptava amb una població de 128.510 habitants. Limita al nord amb Tanzània a través del riu Rovuma, a l'oest amb el districte de Mecula a la província de Niassa, al sud amb els districtes de Montepuez i Meluco i a l'est amb els districtes de Muidumbe, i Mocímboa da Praia i Nangade. Mueda és el centre principal dels macondes, una ètnia de Moçambic.

## Divisió administrativa
El districte està dividit en cinc postos administrativos (Chapa, Imbuho, Mueda, Negomano e Ngapa), compostos per les següents localitats:
- Posto Administrativo de Chapa:
  - Chapa
- Posto Administrativo de Imbuho:
  - Imbuhu, e
  - Mamaua
- Posto Administrativo de Mueda:
  - Lipelua,
  - Litembo,
  - Miula,
  - Mpeme, e
  - Vila de Mueda,
- Posto Administrativo de Negomano:
  - Negomano,
- Posto Administrativo de Ngapa:
  - Chipinga,
  - Natsenge,
  - Ngapa, e
  - Nonge